# Sistema a elevato parallelismo
Nell'ingegneria dei calcolatori, l'elaborazione ad elevato parallelismo è un tipo di calcolo parallelo dove centinaia o addirittura migliaia di processori sono usati in modo coordinato all'interno di un unico grande computer. Questo tipo di architettura viene anche indicata con l'espressione a parallelismo massivo o con la sigla MPP, entrambe forme derivate dall'inglese massively parallel computing.  Gli esempi iniziali di computer ad elevato parallelismo sono il Distributed Array Processor, il Goodyear MPP e le Connection Machine. I più potenti degli odierni supercomputer sono tutti sistemi MPP; alcuni esempi sono Earth Simulator, Blue Gene, ASCI White, ASCI Red, ASCI Purple e Red Storm.